# علي نيسين
علي نيسين (بالتركية: Ali Nesin)‏ (مواليد 18 نوفمبر 1957، إسطنبول)، عالم رياضيات تركي. حصل نيسين على جائزة ليلافاتي لعام 2018. ويعتبر مؤسس قرى نسين للرياضيات والفنون والفلسفة (منذ 2007)، ومدير دار نيسين للنشر (منذ 2004)، وعضو مؤسس في مؤسسة حقوق الإنسان (منذ عام 1999).